# Ешоннек, Ганс
Ганс Ешоннек (нем. Hans Jeschonnek; 9 апреля 1899, Хоэнзальца — 18 августа 1943, Растенбург, Восточная Пруссия) — генерал-полковник Люфтваффе. После начала массированных налётов на Германию совершил самоубийство.

## Первая мировая война
10 августа 1914 года в возрасте 15 лет вступил фенрихом в 50-й пехотный полк. Уже 26 сентября 1914 года произведён в лейтенанты. C 6 мая 1915 года командир роты своего полка. После тяжёлого ранения находился в госпитале в период с 6 октября по 28 ноября 1915 года.
В декабре 1915 — марте 1916 года учился на пулемётных курсах в Позене, со 2 марта 1916 года командир 50-й пулемётной роты, с 23 ноября того же года вновь роты своего полка. В июле 1917 года зачислен в 3-й армейский артиллерийский полк. В октябре 1917 — апреле 1918 годов прошёл подготовку в авиационном училище в Шверине и 22 апреля 1918 года был зачислен пилотом в 40-ю эскадру.
За боевые отличия награждён Железным крестом 1-го и 2-го класса, а также Рыцарским крестом ордена Дома Гогенцоллернов с мечами.

## Межвоенная служба
- С 24 декабря 1918 по 26 января 1920 года пилот 129-й эскадры пограничных войск. После демобилизации армии оставлен в рейхсвере. С мая 1920 года служил в 11-м кавалерийском полку, в октябре 1921 — декабре 1923 годов окончил 2 курса кавалерийского училища в Ганновере.
- 6 декабря 1923 года переведён в Имперское военное министерство советником инспекции вооружений. Работал над тайным воссозданием ВВС. 1 апреля 1925 года произведён в обер-лейтенанты. В 1932 году прошёл курс обучения лётчика-истребителя в секретной немецкой лётной школе в Липецке (СССР), 1 июня того же года произведён в капитаны. 1 февраля 1933 года назначен советником инспекции военно-учебных лётных заведений.
- 1 сентября 1933 года официально переведён в люфтваффе и назначен оперативным офицером при статс-секретаре Имперского министерства авиации (RLM) Эрхарде Мильхе и офицером связи RLM в Имперском военном министерстве.
- С 1 октября 1934 года — офицер для особых поручений и адъютант генерала Мильха. Один из ближайших сотрудников Германа Геринга, руководил строительством и боевой подготовкой ВВС.
- Прошёл обучение в лётных школах (1934, 1935) и 1 апреля 1935 года зачислен в авиагруппу «Грейфсвальд», в тот же день получил звание майора. С 1 июля 1935 года командир эскадрильи, с 12 марта 1936 года командир 2-й учебной группы 152-й эскадры (Грейфсвальд) и начальник авиабазы в Грейфсвальде. Был одним из помощников Эрнста Удета в Техническом управлении. 1 апреля 1937 года произведён в подполковники.
- 1 октября 1937 года назначен начальником 1-го (оперативного) отдела Генерального штаба люфтваффе. С 1 февраля 1938 года начальник Оперативного отдела Генерального штаба люфтваффе — важнейшего из его подразделений. 1 ноября 1938 года произведён в полковники.
- С 1 февраля 1939 года начальник Генерального штаба люфтваффе. 14 августа 1939 года присвоено звание генерал-майор. Самый молодой генерал германской армии, занявший столь ответственный пост.

## Вторая мировая война
27 октября 1939 года по итогам Польской кампании был награждён Рыцарским крестом Железного креста. 19 июля 1940 года произведён в чин генерала авиации, а 1 февраля 1942 года — в генерал-полковники. Был в постоянном конфликте с другим высшим руководителем Люфтваффе Мильхом, причём считается, что их специально «сталкивал» Геринг, чтобы не допустить усиления кого-либо из своих подчинённых.

### Конец карьеры
В течение 1942—43 ситуация в Люфтваффе серьёзно осложнилась: увеличились потери, немецкая авиация теряла инициативу на Востоке. Кроме того, следуя указаниям Геринга, Ешоннек не планировал масштабных оборонительных действий и оказался не готов к отражению стратегических бомбардировок авиации союзников. Отношение к Ешоннеку со стороны Гитлера стало ухудшаться после начала массированных налётов союзной авиации на территорию Германии летом 1943 (См. Операция Pointblank). 17 августа 8-я воздушная армия США произвела налёт на Швайнфурт и Регенсбург — центры авиационной промышленности. 18 августа британская авиация нанесла удар по секретному ракетному полигону в Пенемюнде. В ходе отражения этой атаки Ешоннек отдал приказ частям ПВО открыть огонь по группе из 200 германских истребителей, которые ошибочно были приняты за бомбардировщики противника. На следующий день, после аудиенции с Гитлером, Ешоннек застрелился, не выходя из ставки Вольфшанце. По словам Мильха, в оставленной предсмертной записке Ешоннек требовал, чтобы Геринг не присутствовал на его похоронах. Официально причиной смерти Ешоннека были объявлены «последствия тяжёлой болезни», хотя сведения о его самоубийстве были достаточно широко известны.

## Награды
- Железный Крест II и I степени (1914)
- Знак военного лётчика (Пруссия)
- Знак за ранение (1918)
- Медаль «За выслугу лет в вермахте» IV—I степени
- Застёжки  к Железным крестам 1914 II и I степени (1939)
- Рыцарский крест Железного креста
- Знак «Лётчик-наблюдатель» в золоте с бриллиантами
- Румынский орден Михая Храброго III и II степени
- Финский орден Креста Свободы I степени со звездой и мечами